# Ornuška vas
Ornuška vas – wieś w Słowenii, w gminie Mokronog-Trebelno. W 2018 roku liczyła 55 mieszkańców.